# Двойнодишащи риби
Двойнодишащи риби (Dipnoi) са подклас на Костни риби. Това са най-известните риби, които запазват характеристиките на примитивизъм в рамките както на примитивните Ръкоперки, така и на надклас Костни риби. Днес представители на двойнодишащите риби се срещат само в Африка, Южна Америка и Австралия. Това показва разпределението на двойнодишащите риби в древната мезозойска Гондвана. Вкаменелостите показват, че в далечното минало са били широко разпространени, като след разпадането на огромните суперконтиненти е настъпило и изчезването на много от линиите на съвременния подклас.

## Морфологични особености
Всички риби от подкласа притежават непрекъсната хрущялна нотохорда и добре развити палатинални зъби. Всички представители са хищници. Основните групи са притежавали крайни зъби и вкостена черепна кутия, докато при съвремените видове се наблюдава редукция на зъбите и поява на неосифицирали кости на черепа. Костите на черепния покрив при примитивните древни представители на групата са обхванати в минерализирана тъкан, наречена космин. При представителите, обитавали Земята след девон, косминът постепенно изчезва, поради това че черепните кости са покрити непосредствено от кожата на главата. Всички съвременни двойнодишащи риби показват значителна редукция и опростяване, за разлика от допълнителното диференциране и усложняване на костите при лъчеперките и всички четириноги. По време на размножителния период южноамериканския вид двойнодишаща риба развива един чифт перести израстъци, които всъщност са силно модифицирани тазови перки. Смята се, че тези перки подобряват газовата обмяна около яйцата на рибата в гнездото ѝ.
Зъбите на двойнодишащите риби също показват различие в сравнение с останалите гръбначни. Одонтодите (зъби с дермален произход) на небцето и долната челюст се нареждат в серия от редове, като образуват ветрилообразна повърхност. По този начин се образува единна дъвкателна повърхност. Ларвите претърпяват специфична метаморфоза, наречена педоморфоза. Съвременните представители имат най-големият геном сред гръбначните животни. Всички имат странично сплеснато удължено тяло с двойка месести гръдни и тазови перки. Чифтните си плавници използват за лазене по дъното на водоемите. Гръбната, опашната и аналната перки са срастнали в една, опасваща задната част на тялото.

### Бял дроб
Всички двойнодишащи риби имат двойка бели дробове, с изключение на австралийския представител, който има само един. Белият дроб се свързва с фаринкса. Той съответства на белите дробове на сухоземните гръбначни. Ембрионално се развива от удебеление на първичното черво в тази част, от която се образува хранопровода.

### Хриле
От малкото представители днес само австралийският вид диша пълноценно с хриле. Всички останали представители имат редуцирани хриле, които не успяват да осъществят пълноценен газообмен.
Когато рибата поеме кислород през хрилете устройството и функцията на циркулаторната система са сходни с тази при останалите риби. При вдишване на въздух с белите дробове спиралната клапа на конус артериозус се затваря и позволява на окислената кръв от белите дробове да циркулира в организма. Ако водата е богата на кислород насищането на кръвта се осъществява с хрилете, а белият дроб не функционира. В случаите, когато в белите дробове функционират, в тях постъпва частично окислена кръв, която допълнително се окислява. Това е възможно благодарение на слабото разделяне на малкия и големия кръг на кръвообращение. Тези изменения в кръвоносната система наподобяват на тази при земноводните.

## Екологични особености
Африканската и Южноамериканската двойнодишащи риби са в състояние да оцелеят при сезонни изсушавания като се заравят в калта и оцеляват през сухия сезон. Това се дължи на промени във физиологията на рибата изразяваща се в забавяне на метаболизма до състояние на 1/60-а от нормалния. При разграждането на протеините в нормално състояние рибите отделят направо амоняк. През сухия сезон обаче организмът го преработва и го отделя като по-малко токсичната урея. Всички представители обитават пресъхващи водоеми със слабоподвижни води. През сухия сезон се заравят в тинята и оставят отвор, през който да дишат атмосферен въздух. Повечето от тях могат да преживеят при такива условия няколко месеца.
Двойнодишащите риби са известни с изключително дълъг живот. Например в аквариума в Чикаго дълго време живее Неоцератодус, уловен през 1933 година. До смъртта си през февруари 2017 г. рибата с прякор „Дядото“ е известна като най-старата жива риба, обитаваща аквариум, а също и като най-старата риба, чиято възраст може да бъде хронологично проследена. Като се има предвид, че по времето на улавянето си през 1933 г. Дядото вече е бил достигнал зрелост, неговата действителна възраст към датата, на която умира, би трябвало да е над 85 г. Управата на аквариума изчислява неговата възраст на 109 г.

## Класификация
Връзките на двойнодишащите риби с останалите костни риби са твърде неясни:
- Съвременните представители са най-близкородствени до Powichthyes и техните наследници Porolepiformes.
- Заедно с гореспоменатите таксони образуват таксон Dipnomorpha който е сестринска група на Tetrapodomorpha.
- Заедно горните таксони образуват таксонът Rhipidistia който е сестринска група на Coelacanthiformes.

Връзките между самите представители на двойнодишащиге риби са значително по-тежки за разрешаване. Това се дължи на опростяването на черепната кутия и зъбите на представителите живели след девон. Днес се срещат следните съвременни видове:
- Neoceratodus forsteri
- Lepidosiren paradoxa
- Protopterus aethiopicus
- Protopterus amphibius
- Protopterus annectens
- Protopterus dolloi

,--Семейство Diabolichthyidae (изчезнал)
```
|,--Семейство 
Uranolophidae
 (
изчезнал
)
| | __,--Семейство 
Speonesydrionidae
 (
изчезнал
)
'-|-| '--Семейство 
Dipnorhynchidae
 (
изчезнал
)
    |,--Семейство 
Stomiahykidae
 (
изчезнал
)
    '----|___,--Семейство 
Chirodipteridae
 (
изчезнал
)
          | '-|--Семейство 
Holodontidae
 (
изчезнал
)
          |------Семейство 
Dipteridae
 (
изчезнал
)
          | __,--Семейство 
Fleurantiidae
 (
изчезнал
)
          '-| '--Семейство 
Rhynchodipteridae
 (
изчезнал
)
              '--Семейство 
Phaneropleuridae
 (
изчезнал
)
                     |,--Семейство 
Ctenodontidae
 (
изчезнал
)
                       '-|,--Семейство 
Sagenodontidae
 (
изчезнал
)
                          '-|--Семейство 
Gnathorhizidae
 (
изчезнал
)
                             '--Разред 
Ceratodontiformes

                                  |--Семейство 
Asiatoceratodontidae
 (
изчезнал
)
                                  |--Семейство 
Ptychoceratodontidae
 (
изчезнал
)
                                  |--Семейство 
Ceratodontidae

                                  | '--Род 
Ceratodus
 (
изчезнал
)
                                  | '--Род 
Metaceratodus
 (
изчезнал
)
                                   '--Семейство 
Neoceratodontidae

                                        | '--Род 
Mioceratodus
 (
изчезнал
)
                                        | '--Род 
Neoceratodus

                                        '--Разред 
Lepidosireniformes

                                               '--Семейство 
Lepidosirenidae

                                               '--Семейство 
Protopteridae
```